# Anne d'Autriche (1549-1580)
Pour les articles homonymes, voir Anne d'Autriche.
Titre
Reine consort d'Espagne, de Naples et de Sicile
4 mai 1570 – 26 octobre 1580
(10 ans, 5 mois et 22 jours)
Anne d'Autriche, née à Cigales le 2 novembre 1549 et morte à Badajoz le 26 octobre 1580, est une archiduchesse d'Autriche et une reine d'Espagne par son mariage avec le roi Philippe II d'Espagne, son oncle. Elle est sa quatrième épouse et la mère de son héritier et successeur Philippe III d'Espagne.
Elle est également la fille de l'empereur germanique Maximilien II et de Marie d'Autriche. Sa sœur cadette Élisabeth d'Autriche est l'épouse du roi Charles IX de France.

## Biographie
Elle est fiancée en 1568 à Don Carlos, prince des Asturies, fils et héritier du roi Philippe II d'Espagne, et réputé demi-fou. Les morts prématurées la même année 1568 de la reine (née Élisabeth de France) et de son fiancé lui permettent d'échapper à ce mariage et d'épouser en 1570 Philippe II lui-même. Il était son oncle maternel mais on ignore à l'époque les risques de la consanguinité et il est important pour la Maison de Habsbourg de conserver son unité face à la France, au protestantisme et à l'Empire ottoman.
Par son mariage, elle devient reine d'Espagne, de Sicile et de Naples, duchesse de Bourgogne, de Milan, de Brabant, de Luxembourg et de Limbourg, comtesse de Flandre, de Hainaut et comtesse palatine de Bourgogne.
Sa petite-fille Anne d'Autriche, future reine de France et de Navarre, épouse du roi Louis XIII reçoit son prénom en son honneur. Le 26 octobre 1580, Anne d’Autriche meurt de la grippe à l'âge de 30 ans.

## Descendance
La reine Anne donnera 5 enfants à l'Espagne :
- Ferdinand, prince des Asturies (1571-1578)
- Charles (1573-1575)
- Diégo Félix (1575-1582) prince des Asturies
- Philippe (1578-1621), prince des Asturies et successeur de son père sur les trônes espagnols.
- Marie (1580-1582)